# Toffo
Toffo är en kommun i departementet Atlantique i Benin. Kommunen har en yta på 515 km2, och den hade 101 585 invånare år 2013.

## Arrondissement
Toffo är delat i tio arrondissement: Agué, Colli-Agbamè, Coussi, Damè, Djanglanmè, Houégbo, Kpomé, Sè, Séhouè och Toffo-Agué.